# إد تايلور (لاعب كرة قاعدة)
إد تايلور (بالإنجليزية: Ed Taylor)‏ هو لاعب كرة قاعدة أمريكي، ولد في 17 نوفمبر 1901 في شيكاغو في الولايات المتحدة، وتوفي في 30 يناير 1992 في تشولا فيستا في الولايات المتحدة.

## وصلات خارجية
- إد تايلور على موقعبيزبول رفرنس.كوم (الدوري الرئيسي) (الإنجليزية)